# UClibc

µClibc, (system calls), 리눅스 커널 / µClinux.

uClibc는 임베디드 리눅스 전용으로 만들어진 소형 C 표준 라이브러리다. uClibc는 메모리 관리 장치가 필요없는 마이크로컨트롤러에 장착하는 μLinux 전용으로 만들어졌다.
프로젝트를 개시한 사람은 "Erik Andersen"이며 다른 주요 공헌자로는 "Manuel Novoa III"가 있다.
uClibc의 개발은 1999년 즈음 시작되었다. uClibc는 대부분 아무것도 없는 상태에서 개발되었으나 glibc와 다른 프로젝트의 코드를 통합하였다.

## 같이 보기
- dietlibc
- newlib
- Contiki